# Мироносицкий монастырь (Отего)
Мироносицкий монастырь (англ. Holy Myrrhbearers Monastery) — женский ставропигиальный монастырь Православной церкви в Америке в Отего, штат Нью-Йорк.

## История монастыря

### Отсдава
Монастырь расположен на месте исчезнувшего города Отсдава, основанного в конце XVIII века. В настоящее время от него сохранилось здание церкви свободных баптистов, построенное в 1840 году, принадлежащее Мироносицкому монастырю с 1983 года. Здание одноэтажное, деревянное, на каменном фундаменте; построено в неогреческом стиле. В 2002 году оно было внесено в Национальный реестр исторических мест США как памятник истории.

### Монастырь
Монастырь был основан в 1977 году, однако до 1983 года не имел собственных зданий. Монахини жили в корпусах Свято-Владимирской духовной семинарии в Крествуде по благословлению предстоятеля церкви митрополита Феодосия (Лазора). В это время в семинарии преподавал протопресвитер Александр Шмеман.
Летом 1983 года монахиням удалось приобрести 144 акра земли. В 1986 году в монастыре был построен храм, который был освящён митрополитом Феодосием, а к 1998 году — завершено новое общежитие для монахинь. Самая старая постройка на территории монастыря — переоборудованное для приёма паломников здание мельницы 1791 года, купленное монастырём в 1991 году.
Три книги настоятельницы монастыря игуменьи Рафаилы (Уилкинсон) — «Живя во Христе», «Возрастая во Христе», «Становясь образом Христа» — были опубликованы в издательстве Свято-Владимирской семинарии. В монастыре также готовятся переводы богослужебных текстов с древнегреческого на современный английский язык, осуществляется публикация литургической литературы и открыток.